# Terremoto de Bali de 1815
El terremoto de Bali de 1815 ocurrió el 22 de noviembre de 1815 entre las 22:00 y las 23:00 hora local, afectando al Reino de Bali. El terremoto de magnitud de momento estimada de 7,0 golpeó la costa norte de Bali a poca profundidad. Se le asignó una intensidad máxima de IX en la escala de intensidad de Mercalli, causando graves daños en Buleleng y Tabanan. El terremoto provocó un deslizamiento de tierra y un tsunami que mató a 11.453 personas.

## Geología
Frente a la costa norte de Bali se encuentra la falla de empuje del arco posterior de Flores, ubicada en la región del arco posterior. Se formó debido a la convergencia entre las placas Sunda y Australiana, acomodando la compresión. Las dos placas convergen hacia el norte a una velocidad de 80 milímetros por año, en la que el megaempuje de Sunda toma 70 milímetros por año del movimiento. Los 10 milímetros restantes por tasa anual son acomodados por la falla de empuje del arco posterior de Flores. Corre frente a la costa norte de las islas menores de la Sonda, en el mar de Banda. La falla se extiende de este a oeste durante 800 kilómetros desde la costa norte de Bali hasta Wetar. Los geólogos postulan que la falla se divide en dos segmentos; el empuje de Flores de 450 kilómetros de largo y el empuje de Wetar de 450 kilómetros de largo. Su origen se ha atribuido a varias causas propuestas por los investigadores; intrusión magmática, deslizamiento gravitacional, subducción inversa o expansión activa en el arco posterior. Es una zona compleja de fallas inversas que están conectadas en profundidad.

## Terremoto
Se cree que el terremoto y el tsunami son el resultado de la ruptura de una falla de empuje en la falla de empuje del arco posterior de Flores. La falla fue la fuente de aproximadamente 26 terremotos de magnitud 6.0 desde 1960. Se calculó que estos terremotos ocurrieron a profundidades de hasta 40 kilómetros debajo de la corteza. También fue la fuente de los terremotos de 1992 y 2018 que causaron muchas muertes. El evento de 1815 es el terremoto más antiguo documentado a lo largo de la falla. El modelado de un terremoto de magnitud de momento 7,3 a 10 kilómetros de profundidad podría producir una intensidad Mercalli Modificada en VIII a IX a lo largo de las partes central norte y este de Bali. La intensidad V de Mercalli modificada en Surabaya correspondía a las descripciones históricas del evento. En Lombok, el terremoto tuvo una intensidad en VII.

## Daños
El terremoto ocurrió entre las 22:00 y las 23:00 hora local. En Buleleng, los temblores se describieron como violentos. Siguió una serie de fuertes sacudidas que persistieron durante una hora. Se sintieron temblores en Bima, Surabaya y Lombok. Se observó una "explosión" masiva a lo largo de las cordilleras costeras. La explosión provocó un deslizamiento de tierra que enterró a Singaraja y Buleleng, lo que provocó al menos 10.253 muertes. Se observó una gran fisura que atraviesa el lago Tamblingan, desde Buleleng hasta Tabanan. Agitó el lago y provocó inundaciones. Un tsunami destructivo arrasó la costa balinesa y mató a otras 1.200 personas.